# Macaduma recurva
Macaduma recurva là một loài bướm đêm thuộc phân họ Arctiinae, họ Erebidae.